# HD 196134
HD 196134，又名BD+41 3805，SAO 49796、HR 7867，是一颗恒星，视星等为6.49，位于銀經80.66，銀緯0.98，其B1900.0坐标为赤經20h 30m 14.6s，赤緯+41° 0.98′ 54″。